# Fürstin Ninetta
Fürstin Ninetta (italiano, Principessa Ninetta) è un'operetta di Johann Strauss su libretto di Hugo Wittmann e Julius Bauer.

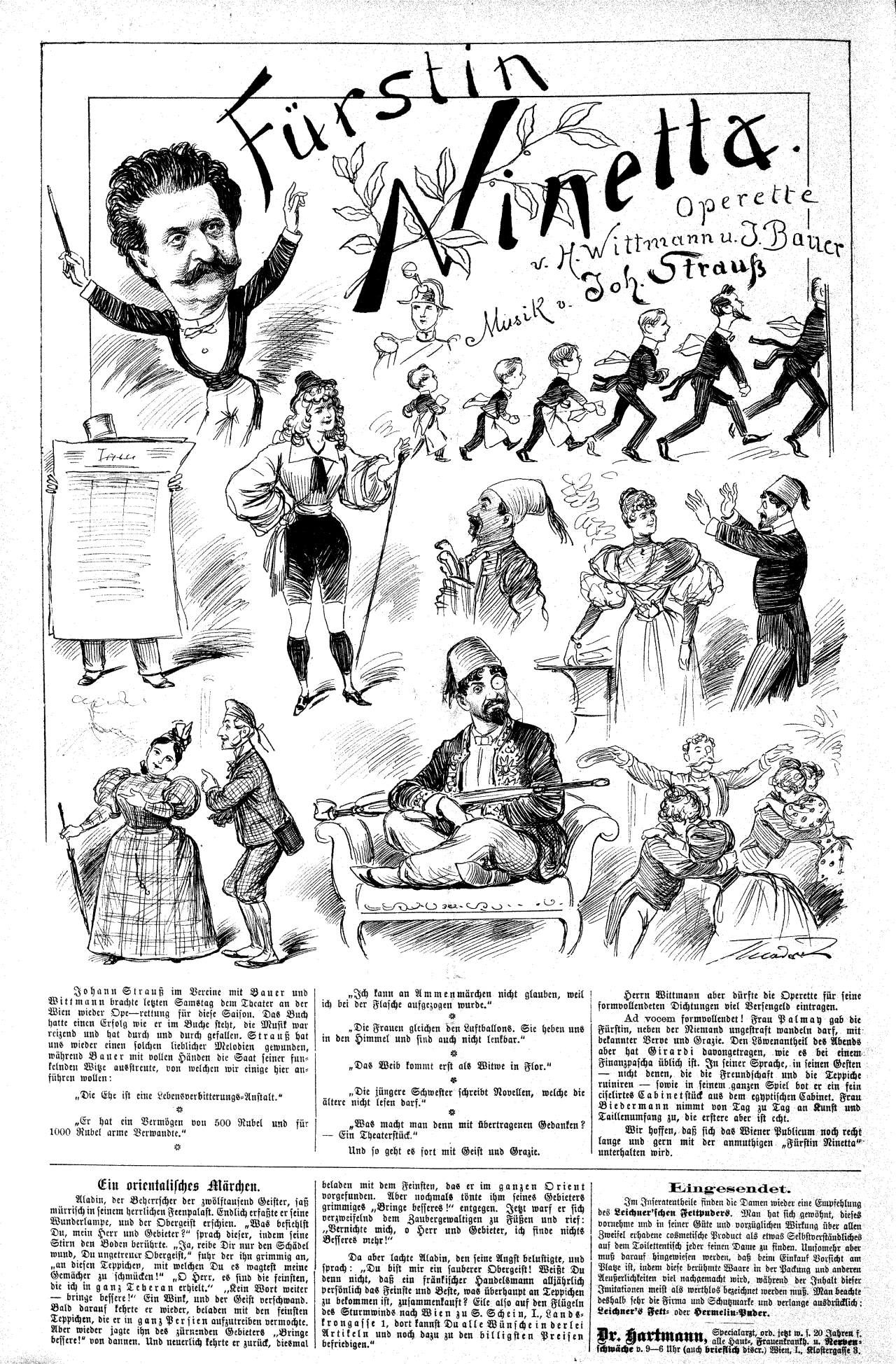
Pagina che il giornale Der Floh dedicò alla prima dell'operetta Fürstin Ninetta.

## Le origini
Dopo il clamoroso insuccesso della sua prima e ultima opera, Ritter Pasman (sospesa dopo appena nove recite al Teatro dell'Opera di Corte di Vienna, e riproposta soltanto in pochi teatri esteri), all'inizio del 1892, Johann Strauss si vide costretto a tornare sul genere dell'operetta, e si mise alla ricerca di un nuovo libretto.
A Vienna, in quel momento vi erano due scrittori di grande successo, Hugo Wittmann e Julius Bauer. Johann Strauss si mise in contatto con i due scrittori richiedendo loro un libretto per un'operetta; fu così che Strauss ottenne il soggetto per Fürstin Ninetta, che conteneva spunti da cabaret e da canzonetta, privo però dei dialoghi, con soltanto la trama e i testi delle arie.
Nell'autunno del 1892 Strauss terminò la composizione dell'operetta per il Theater an der Wien e le prove si svolsero sotto la direzione del giovane Adolf Müller. Strauss stesso, presente alla prova generale, rimase molto sorpreso dai dialoghi, per nulla corrispondenti al modo in cui aveva concepito la musica per l'intera operetta. Alla prima del 10 gennaio 1893, in cui al Theater an der Wien venne utilizzata per la prima volta la luce elettrica e furono presenti fra il pubblico il compositore stesso e anche l'imperatore Francesco Giuseppe, che dal 1869 non aveva più assistito ad alcuna recita in questo teatro. Fürstin Ninetta, fu la prima delle operette di Strauss che non venne diretta personalmente dal compositore alla sua prima esecuzione.
Fra gli interpreti della prima serata vi furono Ilka Palmay, Therese Biedermann, Karl Streitmann ed Alexander Girardi, che nell'occasione indossò per la prima volta il cosiddetto "Cappello di Girardi", così chiamato proprio in suo onore. L'ipnosi, il nuovo metodo di cura sperimentato in quegli anni da Sigmund Freud, venne inserita nell'operetta sotto forma di polka cantata mentre Strauss citava se stesso in un finale suonato da un organetto.
Complessivamente l'operetta ebbe un buon successo e venne replicata per settantasei volte nei teatri di tutta la città. Le reazioni favorevoli di pubblico e critica spinsero una dozzina di altri teatri dell'Impero ad inserire nel loro repertorio l'ultimo lavoro di Strauss; a Praga, la prima di Ninetta fu seguita da un ciclo completo delle operette di Strauss.
La melodia più note e che ebbe maggiore fortuna di tutta l'operetta fu la Neue Pizzicato-Polka op. 449, utilizzata come intermezzo del terzo atto.

## Trama

### Atto 1
Sorrento, nella sala d'ingresso di un hotel affacciato sulla spiaggia.
Il barone Mörsburg è seduto a un tavolo, mentre Adelheid e il suo giovane fidanzato Ferdinand sono seduti ad un altro. Il cameriere Emilio e il proprietario dell'albergo Wirth informano il barone delle nozze della giovane coppia che si svolgeranno in albergo proprio in quella serata. Nel frattempo Mörsburg riceve un telegramma della sua amica Principessa Ninetta Campocasso, nel quale gli chiede di essere così gentile da volerle prenotare una camera in albergo.
Ninetta è la vedova di un principe italiano, ma è originaria della Russia. Quando giunge in albergo, è travestita come un giovane uomo e si presenta come Carlino. Il barone, naturalmente, la riconosce, ma non gli altri ospiti la vedo come un uomo. Il suo bell'aspetto immediatamente desta l'interesse degli ospiti femminili. In quel momento fanno il loro ingresso i genitori dei due futuri sposi Adelheid e Ferdinand: la madre di Ferdinand, Anastasia Knapp, è una vedova, mentre il padre di Adelheid, Prosper Möbius, è un vedovo austriaco proprietario di una fabbrica di seta. Anastasia e Prosper, in gioventù erano stati innamorati l'uno dall'altra, ma non avevano avuto il permesso di sposarsi; nel duetto che segue entrambi cantano una lode all'Italia, alla sua cultura e anche per le sue ottime specialità culinarie.
Fanno il loro ingresso altri due ospiti, Cassim Pascha e Rustan, il suo servitore, che sono giunti a Sorrento viaggiando al seguito di un circo italiano, in cui Cassim si esibiva come ipnotizzatore, dopo aver ricoperto l'incarico di ministro delle finanze egiziano; poiché Cassim indossa il fez, gli altri ospiti dell'albergo lo soprannominano il Turco. Il barone Mörsburg lo riconosce subito scambiandolo però per un suo vecchio amico, un nobile russo di nome Tatischeff. Cassim non contraddice il barone e sta al gioco, affermando di provenire da San Pietroburgo e canta un'aria nella quale ricorda il suo paese d'origine, il freddo, la vodka ma anche la sua diplomazia, talmente sofisticata da essere difficilmente comprensibile.
Ha inizio la cerimonia di nozze e per celebrare il matrimonio giunge all'albergo il console tedesco di Napoli, von Rübke, indispettito da questo matrimonio poiché proprio l'anno era stato rifiutato dalla giovane ragazza. Controllando i documenti d'identità, scopre che la madre di Ferdinand, Anastasia Knapp, si chiama in realtà Anastasia Möbius. A quel punto Prosper dichiara che lui e Anastasia si sono già sposati a Nizza il giorno prima, con grande sorpresa di tutti i presenti. Immediatamente il Console Rübke stabilisce di fatto che Ferdinand e Adelaide sono fratellastro e sorellastra, e che quindi non sono autorizzati a sposarsi. L'unica possibilità per poter celebrare il matrimonio sarebbe quella di indurre i loro genitori a divorziare, ma per questo possono sussistere soltanto due valide ragioni: l'infedeltà o la violenza fisica. La coppia, però, non ha alcuna intenzione di divorziare e tanto meno di trovare falsi pretesti per farlo.

### Atto 2
Sorrento, sulla terrazza dell'hotel.
Ferdinand sta dipingendo un quadro seduto tranquillamente al suo tavolo, quando una giovane ragazza incuriosita si mette ad osservarlo mentre è intento al suo lavoro; accortosi di essere osservato, Ferdinand riconosce nella giovane ragazza la principessa Ninetta e le tesse una lode sulla sua bellezza.
Il cameriere Emilio intanto diffonde l'allarmante notizia fra gli ospiti della presenza di un uomo misterioso, un brigante, che ha già derubato e ucciso alcuni turisti sulla strada che porta verso il Vesuvio. Quando riappare Ninetta, questa volta nelle autentiche vesti di giovane e bella ragazza, attira le attenzioni del console Rübke, dell'inglese Lord Platone e del barone Mörsburg; tutti quanti sulla terrazza.
Il console Rübke e gli altri ospiti mettono all'erta Ninetta a proposito del brigante che si aggira nelle vicinanze dell'albergo.
Cassim Pascha si unisce alla compagnia sulla terrazza; anche lui rimane affascinato dalla bellezza di Ninetta e si offre di insegnarle l'arte dell'ipnosi. Cassim chiede anche a Ninetta di volerlo accompagnare per un'escursione fino al Vesuvio. Ciò fa sospettare ad Emilio che sia proprio Cassim il brigante (Fra Diavolo) di cui ha sentito parlare. Dopo pochi attimi, però, Ninetta riappare ancora una volta travestita da ragazzino, cantando della tragedia di essere nata ragazza. Ninetta diventa subito oggetto di ammirazione di Anastasia. Cassim intanto fa una passeggiata per la spiaggia in cerca di Ninetta, che tutti gli altri ospiti credono sia già con lui.
Quando Cassim torna dalla spiaggia da solo, gli ospiti si convincono che è lui il rapinatore e assassino e, il solo fatto che sia un turco, fa di lui un sospetto. Viene accusato di avere il malocchio e lo vogliono costringere ad abbandonare l'hotel.
Cassim però dichiara di aver comprato tutto l'albergo e che ora ne è il vero proprietario. Vengono convocati all'albergo un giudice e la polizia, e gli ospiti accusano Cassim dell'omicidio di Ninetta e Carlino.

### Atto 3
Sorrento, salone dei banchetti dell'hotel.
Davanti a tutti gli ospiti il barone Mörsburg dichiara che l'affascinante Ninetta, della quale tutti gli uomini erano attratti, è un uomo, e che l'uomo giovane e bello, che tutte le signore ammiravano, è in realtà una donna.
Anastasia da a suo marito Prosper uno schiaffo per l'attrazione che provava nei confronti della principessa e ciò dà al barone il pretesto per proclamare il divorzio fra i due.
Cassim e Ninetta scoprono di essere cugini e litigano inutilmente per dividersi la proprietà dell'albergo, mentre la giovane coppia è finalmente libera di sposarsi.

## Brani famosi
- Preludio, (atto I)
- Ah, venite belle donne, Coro, Emilio, Barone, Adelheid (atto I)
- Herr Wirth, Herr Wirth, ein Rachtquartier, Coro, Emilio, Anastasia, Prosper (atto I)
- Pascholl, noch heute wird gepackt, Cassim (atto I)
- Endlich, endlich schlagt die Stunde, (atto I)
- Der Kunstler auch ein Traumer ist, Ferdinand, Coro (atto II)
- Schlaf ein, mein liebes Medium, Cassim, Ninetta (atto II)
- Als ich ein Backfisch war noch zart und klein, Ninetta, Coro (atto II)
- Ein Gretchen mit lachelndem Munde, Cassim (atto II)
- Einst traumte mir, Cassim (atto III)
- Neue Pizzicato-Polka, (atto III)
- Ja, dieses Handchen werd' ich beschutzen, Ninetta, Anastasia, Ferdinand, Prosper, Barone, Lord Plato (atto III)

## Parafrasi
Com'era sua abitudine, rielaborando i motivi e le più belle melodie di Fürstin Ninetta, Strauss ricavò una serie di brani per le sale da concerto:
- Ninetta-Walzer, op. 445
- Ninetta-Quadrille, op. 446
- Ninetta-Marsch, op. 447
- Diplomaten-Polka, Polka-française, op. 448
- Neue Pizzicato-Polka, op. 449
- Ninetta-Galopp, op. 450

| Controllo di autorità | VIAF (EN) 178005776 · LCCN (EN) no00080325 · GND (DE) 1054156948 |